# 台湾広播電台放送亭
台湾広播電台放送亭（たいわんこうはでんだいほうそうてい）は、台北市二二八和平紀念公園に保存されている高さ約2mの建造物で、ラジオ放送を人々に聴かせるための設備（ラジオ塔）として日本統治下の1934年に設けられた。1996年3月25日、台北市により市の「古跡」に指定され、現在は台北市公園路灯管理処により維持・管理が行われている。なお「広播電台」はラジオ局を意味する。

## 歴史
1928年、台湾総督府の支援の下、台湾では台北、板橋、台中、台南、嘉義、花蓮等に放送局と、全島に中継局が設置され、台湾放送協会による運営が開始された。
ラジオは1930年代初期に新しく登場したメディアであり、当時は新たにラジオ受信機を購入する以外に、受信料を支払う必要があり、一般市民への普及が容易には進まなかった。台湾放送協会は、ラジオ放送の普及と政府政策の宣伝活動を兼ねて、台北など5カ所の放送局付近の公園などに「放送亭」を設置し、人々がラジオ放送を聴けるようにした。1934年、当時の台北新公園（現在の二二八和平紀念公園）に台北放送局により設置されたものが台湾広播電台放送亭である。

## 特色
放送亭の高さは約2m。屋根は台湾（福建）の伝統的なものとなっているが、全体の形状は神社の灯籠に似ていると評される。内部にはスピーカーが設置されラジオ放送が聞こえるようになっていた。下部は高さ約1mの御影石でできている。

## 歴史の証人として

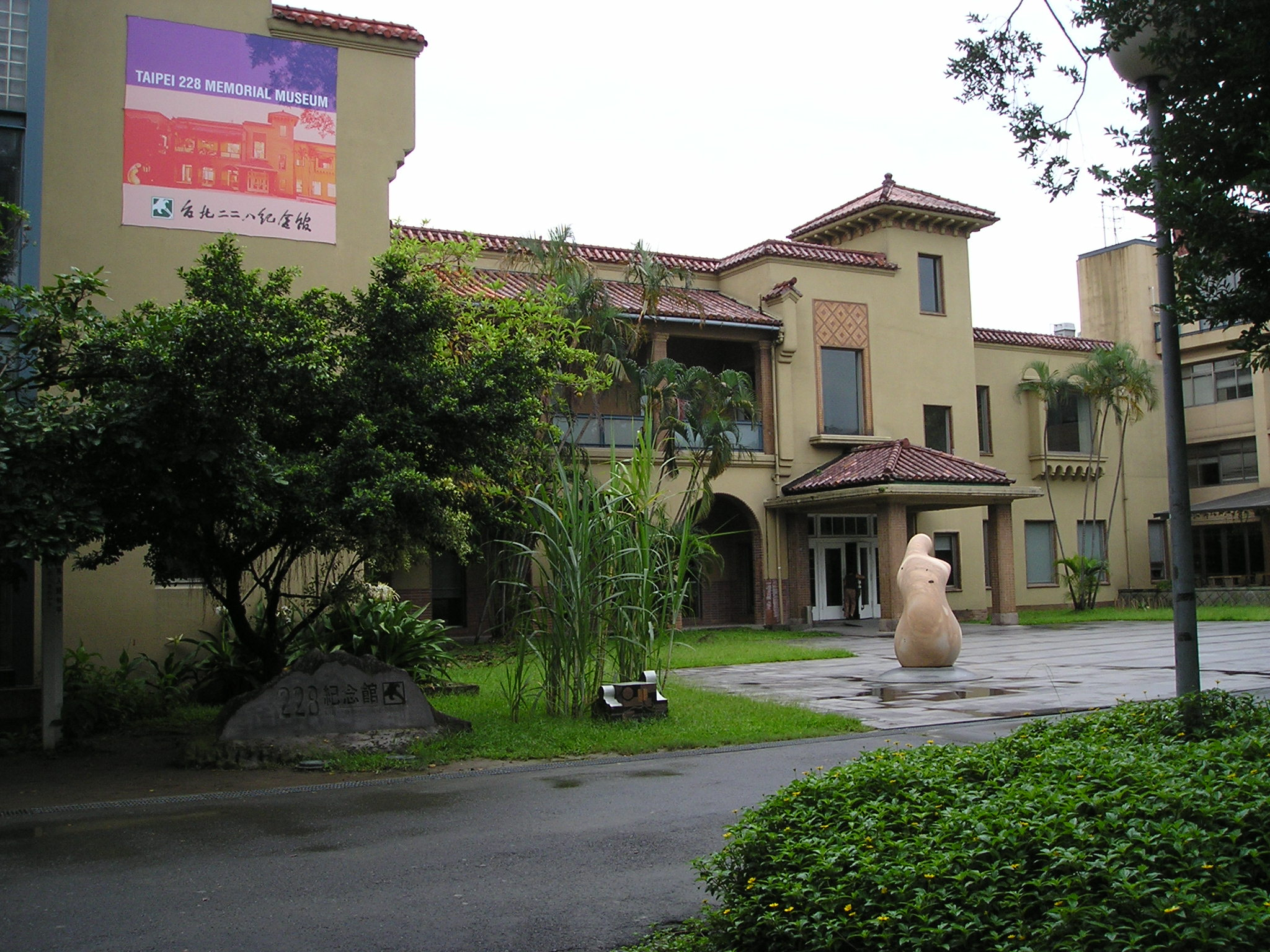
二二八紀念公園内の旧台湾放送協会（THK）台北放送局。現在は二二八紀念館として利用されている

この放送亭は、放送草創期に果たした役割のほか、台北放送局が台湾現代史の中で果たした重要な役割を象徴するものとしても知られている。
1945年8月15日正午、台北放送局により玉音放送が中継され、日本がポツダム宣言を受諾して降伏し、第二次世界大戦が終結したことが伝えられた。また国民党政府統治下の1947年2月28日に二二八事件が発生した際には、放送局を占拠した市民が軍艦マーチとともに事件の進展・情報を伝えた。